# Jun Mizukoshi
Jun Mizukoshi (水越 潤 Mizukoshi Jun?), född 15 januari 1975 i Nara prefektur, är en japansk före detta fotbollsspelare.
Mizukoshi började sin karriär 1997 i Takada FC (Diablossa Takada FC). Efter Takada FC spelade han för Albirex Niigata, Jatco TT, EHC Hoensbroek, Ventforet Kofu, New Wave Kitakyushu, TDK och Nara Club. Han avslutade karriären 2010.